# Обстріли Степанівської селищної громади
Обстріли Степанівської селищної громади — серія обстрілів та авіаударів російськими військами території Степанівської селищної громади Сумського району Сумської області в ході повномасштабного російського вторгнення в Україну.

## 2022

### 2 вересня
Російські окупанти обстріляли 5 ОТГ Сумської області з РСЗВ, мінометів та ствольної артилерії, повідомив голова ОВА Дмитро Живицький.
"Сьогодні росіяни здійснили 7 обстрілів 5 громад області – Краснопільської, Новослобідської, Зноб-Новгородської, Есманьської та Кириківської. Зафіксовано понад 100 прильотів. Били зі ствольної артилерії, мінометів та РСЗВ", - написав він у телеграм-каналі.

### 10 жовтня
Після оголошення повітряної тривоги з 06:50 ранку 10 жовтня в Конотопі на Сумщині пролунали два вибухи. Також було зазначено, що у різних районах Сумської області зафіксовано перебої зі світлом. За інформацією ГУ ДСНС у Сумській області, станом на 18:00 10 жовтня пожежу ліквідували. Утім в усіх районах Сумської області понад добу були проблеми з електропостачанням, а, як наслідок, проблеми з водопостачанням.

## 2024

### 26 березня
Степанівська громада: здійснено авіаційний обстріл з пусками керованих авіаційних бомб (КАБ) з літака тактичної авіації (1 вибух).

### 24 квітня
Здійснено ворожий авіаудар. Зафіксовано 1 вибух.

### 23 серпня
Близько 12:00 ворог завдав ракетних  ударів по зерновій інфраструктурі Степанівської громади Сумського району та міста Глухів Шосткинського району на Сумщині. Про це повідомила Сумська обласна прокуратура. Троє працівників сільськогосподарського підприємства отримали поранення. За процесуального керівництва Сумської обласної прокуратури проводиться досудове розслідування за фактом порушення законів та звичаїв війни (ч. 1 ст. 438 КК України).